# Surfing with the Alien
Surfing With the Alien – album studyjny amerykańskiego gitarzysty Joe Satrianiego. Wydawnictwo ukazało się w październiku 1987 roku nakładem wytwórni muzycznej Relativity Records. Płyta dotarła do 29. miejsca listy Billboard 200 w Stanach Zjednoczonych. 
Pochodzące z płyty kompozycje “Satch Boogie” i “Surfing With the Alien” dotarły odpowiednio do 22. i 37. miejsca listy Mainstream Rock w USA. Ponadto utwór “Surfing With the Alien” był nominowany do nagrody Grammy w kategorii Best Rock Instrumental Performance. 
17 lutego 1989 roku płyta uzyskała status złotej w Stanach Zjednoczonych. Natomiast 3 lutego 1992 roku Surfing With the Alien otrzymał status platynowej płyty. Tytuł i okładkę płyty Satriani zaczerpnął z popularnego komiksu Marvela, Silver Surfer.

## Lista utworów
Opracowano na podstawie materiału źródłowego.
(muzyka: Joe Satriani)
1. “Surfing With the Alien” – 4:25
2. “Ice 9” – 4:00
3. “Crushing Day” – 5:14
4. “Always With Me, Always With You” – 3:22
5. “Satch Boogie” – 3:13
6. “Hill of the Skull” – 1:48
7. “Circles” – 3:28
8. “Lords of Karma” – 4:48
9. “Midnight” – 1:42
10. “Echo” – 5:38

| Montreux Jazz Festival, 15 lipca 1988 (bonus DVD) |
| --- |
| 1. “Ice 9” 2. “Memories” 3. “Midnight” 4. “Rubina” 5. “Circles” 6. “Lords Of Karma” 7. “Bass Solo” 8. “Echo” 9. “Hordes Of Locusts" 10. “Always With Me, Always With You” 11. “Satch Boogie" |

## Twórcy
Opracowano na podstawie materiału źródłowego.
- Joe Satriani – produkcja muzyczna, aranżacje, gitara prowadząca, gitara rytmiczna, gitara basowa, instrumenty klawiszowe, instrumenty perkusyjne, programowanie perkusji
- Jeff Campitelli – perkusja, instrumenty perkusyjne
- Bongo Bob Smith – programowanie perkusji, instrumenty perkusyjne, inżynieria dźwięku
- John Cuniberti – produkcja muzyczna, inżynieria dźwięku, instrumenty perkusyjne
- Jeff Kreeger – programowanie, inżynieria dźwięku
- Bernie Grundman – mastering
- Jim Kozlowski – okładka

## Wydania
| Rok  | Nr katalogowy          | Format | Wytwórnia                          | Region            | Źródło |
| ---- | ---------------------- | ------ | ---------------------------------- | ----------------- | ------ |
| 1987 | GRUB 8                 | LP     | Food For Thought Records           | Wielka Brytania   | [ 7 ]  |
| 1987 | CD GRUB 08             | CD     | Food For Thought Records           | Wielka Brytania   | [ 7 ]  |
| 1987 | 88561-8193-2           | CD     | Relativity Records                 | Stany Zjednoczone | [ 7 ]  |
| 1987 | CD GRUB 8              | CD     | Food For Thought Records           | Francja           | [ 7 ]  |
| 1987 | VZK 90847              | CD     | Relativity Records                 | Kanada            | [ 7 ]  |
| 1987 | 88561-8193-4           | CS     | Relativity Records                 | Stany Zjednoczone | [ 7 ]  |
| 1987 | 462973 1               | LP     | CBS Records                        | Australia         | [ 7 ]  |
| 1987 | 88561-8193-1           | LP     | Relativity Records                 | Stany Zjednoczone | [ 7 ]  |
| 1987 | 61 81931               | LP     | Relativity Records                 | Kanada            | [ 7 ]  |
| 1993 | REL 462973 2, 462973 2 | CD     | Relativity Records                 | Europa            | [ 7 ]  |
| 1999 | 496133 2               | CD     | Epic Records, Sony Music Australia | Australia         | [ 7 ]  |
| 2007 | 88697 09668 2          | CD+DVD | Legacy Records                     | Europa            | [ 7 ]  |
| 2007 | 88697 09668 2          | CD+DVD | Legacy Records, Epic Records       | Kanada            | [ 7 ]  |

## Listy sprzedaży
| Lista         | Kraj              | Pozycja |
| ------------- | ----------------- | ------- |
| Billboard 200 | Stany Zjednoczone | 29      |
| ARIA Charts   | Australia         | 21      |
| RIANZ         | Nowa Zelandia     | 7       |